# Józefatów (powiat łaski)
Józefatów – wieś w Polsce położona w województwie łódzkim, w powiecie łaskim, w gminie Buczek.
W latach 1975–1998 miejscowość należała administracyjnie do województwa sieradzkiego.